# Pivovar Nečtiny-Preitenstein
Zbytky pivovaru Nečtiny-Preitenstein stojí v místní části obce Nečtiny, zvané Hrad Nečtiny, mezi zříceninou hradu a zámkem.

## Historie
Pivovar byl založen v první polovině 17. století (nejčastěji se uvádějí léta 1637 a 1683) zásluhou Kokořovců z Kokořova. Ti zde založili kromě pivovaru také blízký rybník a mlýn. V roce 1839 zde pracovalo 7 zaměstnanců a v roce 1858 nechal hrabě Alfons Mensdorff-Pouilly pivovar opravit. Pivo bylo odtud vyváženo do hostinců v Březině, Zhořci, Komárově, Potoku, Prohoři a dalších obcích. Kolem roku 1900 se sládkem stal Václav Matucha, který zvedl kvalitu piva. Po první světové válce se pivo vyváželo i do obcí Plachtín, Číhaná, Vlkošov či Horní Bělá. Roku 1933 došlo k rekonstrukci pivovaru a sladovny, při níž bylo ruční zařízení nahrazeno strojovým. V této době činil výstav až 3000 hl. Roku 1935 však byl provoz ukončen a roku 1936 byl pivovar zrušen. Tehdy zde kromě pivovaru fungoval také lihovar, mlékárna, mlýn a pila. Během druhé světové války zde existoval zajatecký tábor pro polské válečné zajatce.
Dnes se na místě pivovaru nacházejí trosky zdí a zbytky sklepů.